# Transpositie van de grote vaten

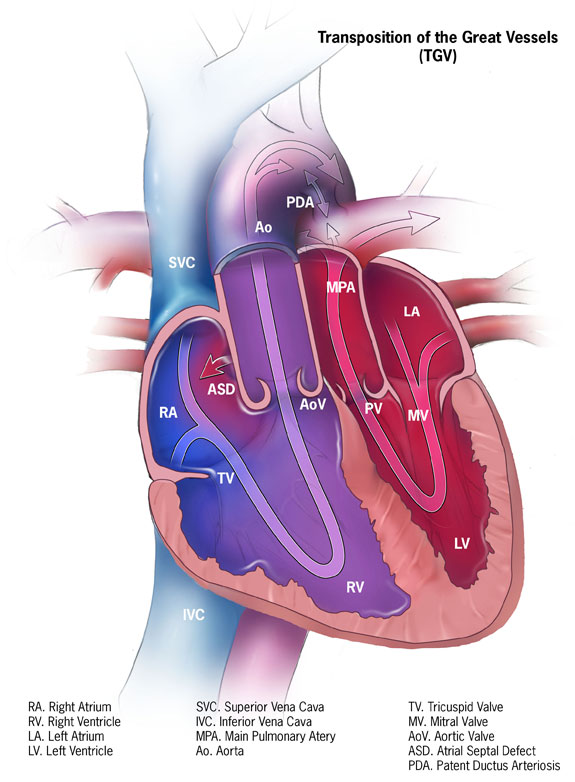
Transpositie van de grote vaten

Transpositie van de grote vaten (in het Engels: transposition of the great arteries/TGA) is een aangeboren hartafwijking waarbij de aorta en de longslagader zijn omgewisseld.
Bij een normaal hart zal de longslagader zijn aangesloten op de rechterkamer, en de aorta op de linkerkamer. De rechterkamer pompt zo zuurstofarm bloed naar de longen, en de linkerkamer pompt op zijn beurt zuurstofrijk bloed naar de rest van het lichaam. Bij een hart met TGA zal zuurstofrijk bloed naar de longen worden gepompt (waar het geen extra zuurstof op zal nemen) en zuurstofarm bloed naar de rest van het lichaam (waardoor hersenen, spieren en andere organen geen zuurstof krijgen aangevoerd). Dit is dus alleen met het leven verenigbaar als elders nog andere defecten bestaan waarbij bloed in de beide circulaties zich mengt.

## Geschiedenis
TGA is voor het eerst beschreven in 1793 door Matthew Baillie.

## Kenmerken van de patiënt
De patiënt met deze aandoening zal door zuurstofgebrek blauw kleuren. Omdat de verdere ontwikkeling ernstig belemmerd wordt zal de patiënt zonder behandeling niet ouder worden dan 1 jaar.

## Behandeling

### 1e behandeling
Direct na de geboorte zal tussen de linker- en de rechterhartboezem een gaatje zitten (foramen ovale). Hierdoor kan zuurstofrijk bloed zich mengen met het zuurstofarme bloed.
De eerste behandeling is erop gericht dit gaatje open te houden en zo mogelijk te vergroten door middel van medicijnen of katheterisatie (ook wel bekend als de rashkindprocedure). Verder heeft een kind na zijn geboorte ook nog een verbindingsader tussen de twee slagaders, de ductus Botalli, die langzaam sluit. Met behulp van een prostaglandine  kan deze ader opengehouden worden (er mogen daarom geen NSAID's worden toegediend).

### Correctieve ingreep
Een operatieve ingreep is de enige mogelijkheid tot duurzaam herstel van de patiënt. In principe zijn twee ingrepen mogelijk. Een correctie binnen in de bovenzijde van het hart in de boezems (Mustard ofwel Senning correctie) en een buiten het hart, aan de bovenzijde van het hart / onderzijde van de grote vaten (de modernere Arterial Switch).

## Mustard of Senning correctie
Na deze ingreep wordt het bloed dat binnenkomt in de rechterboezem omgeleid naar de linkerkamer, en bloed dat binnenkomt in de linkerboezem wordt omgeleid naar de rechterkamer. Het nadeel van deze ingreep is dat nu een omgekeerd hart ontstaat. De (normaal gesproken) minder sterke rechterkamer wordt nu voor het zware werk gebruikt (namelijk het pompen van bloed door de rest van het lichaam) en de sterkere linkerkamer wordt gebruikt voor het lichtere werk (namelijk het pompen van bloed naar de longen). Een ander nadeel is dat doordat er een omgekeerd hart ontstaat er ook meer druk op de rechterkamer komt waardoor de hartklep kan gaan lekken. Een voordeel van de ingreep is dat deze kan worden toegepast op latere leeftijd. Tegenwoordig worden patiënten bij voorkeur met een arteriële switch behandeld.

## Rastelli
Na deze ingreep wordt het bloed dat binnenkomt in de rechterboezem omgeleid naar de linkerkamer via een tube. Het voordeel van deze procedure boven de Mustard/Senning en Arterial Switchcorrectie is dat weer een anatomisch normale situatie ontstaat. Wat links hoort zit dan weer links en wat rechts hoort zit dan weer rechts, inclusief de kleppen. Echter loopt er nu een tube door de kamer wat betekent dat deze minder inhoud heeft. Voordeel ten opzichte van de Nikaidoh is dat de ligging van de kransslagaders niet van belang is.

## Arterial Switch
Bij deze ingreep worden de beide slagaderen losgehaald van het hart, omgewisseld en weer vastgezet. Het voordeel van deze procedure boven de Mustard/Senning correctie is dat weer een anatomisch normale situatie ontstaat. Wat links hoort zit dan weer links en wat rechts hoort zit dan weer rechts. Nadeel is dat de operatie zo vroeg mogelijk moet plaatsvinden in verband met de (sterkte)ontwikkeling van de hartspier. Daarnaast is dit een ingewikkelder ingreep omdat ook de kransslagaders moeten worden overgezet. Het zuigelingenhart is niet veel groter dan een walnoot zodat het nodige van de kennis en kunde van de chirurg wordt verwacht. In de nabije toekomst kan deze ingreep waarschijnlijk ook op volwassenen worden toegepast die eerder een Mustard/Senning correctie hebben ondergaan. Daarbij komt wel dat de linkerkamer weer sterker moet worden, omdat hij minder gespierd is geworden doordat hij minder werk hoefde te doen. Als de kransslagaders complex liggen is deze ingreep niet zonder meer mogelijk.

## Nikaidoh
Bij deze ingreep worden de beide slagaderen losgehaald van het hart, omgewisseld en weer vastgezet. Echter worden nu ook de bijbehorende kleppen verwisseld. Het voordeel van deze procedure boven de Mustard/Senning en Arterial Switchcorrectie is dat weer een anatomisch normale situatie ontstaat. Wat links hoort zit dan weer links en wat rechts hoort zit dan weer rechts, inclusief de kleppen. Als de kransslagaders complex liggen is deze ingreep niet zonder meer mogelijk.